# 阿勒布魯赫格拉本河
52°15′9″N 8°11′39″E / 52.25250°N 8.19417°E
阿勒布魯赫格拉本河（德語：Ahler Bruchgraben），是德國的河流，位於該國西部，處於北萊茵-威斯特法倫州，屬於埃爾瑟河的左支流，河道全長2.9公里，流域面積5.8平方公里。